# 新疆岩蜥
新疆岩蜥（学名：Laudakia stoliczkana）为鬣蜥科岩蜥属的爬行动物，俗名新疆鬣蜥。分布于蒙古以及中国大陆的新疆等地，主要生活于黄土及黄土沙质荒漠地带、在河岸阶地、胡杨林内、荒漠灌丛、洪沟岸壁及居民废弃的土墙缝中以及偶见于砾石荒漠灌溉渠边。其生存的海拔范围为100至1760米。该物种的模式产地在新疆英吉沙与叶城。

## 保护
本种于2023年被收录入《有重要生态、科学、社会价值的陆生野生动物名录》。